# Sichamps
Sichamps – miejscowość i gmina we Francji, w regionie Burgundia-Franche-Comté, w departamencie Nièvre.
Według danych na rok 1990 gminę zamieszkiwały 153 osoby, a gęstość zaludnienia wynosiła 26 osób/km² (wśród 2044 gmin Burgundii Sichamps plasuje się na 758. miejscu pod względem liczby ludności, natomiast pod względem powierzchni na miejscu 1184.).